# Большая Якла
Больша́я Якла́ (тат. Олы Яклы) — река в Татарстане и Ульяновской области, правый приток реки Барыш.

## Физико-географическая характеристика
Длина 57 км, площадь водосбора 750 км². Исток у северо-западной окраины села Старые Чукалы в Дрожжановском районе Татарстана (протяжённость реки в республике — 20 км). Общее направление течения — юго-западное. Впадает в Барыш в 2 км к юго-востоку от села Малый Барышок в Сурском районе Ульяновской области. Высота устья — 94,8 м над уровнем моря.
В верховьях течёт по балке, в среднем и нижнем течении русло образует рукава и старицы.
На реке расположены около десятка сёл и деревень, в бассейне — более тридцати. Крупнейшие населённые пункты вблизи реки (и всего бассейна): Астрадамовка (Ульяновская область), Большая Акса, Городище, Старые Чукалы (все — Татарстан).

### Гидрология
Река со смешанным питанием, преимущественно снеговым. Берега пологие, долина расчленена сетью оврагов и балок. В межень в верховьях пересыхает. Замерзает в первой декаде ноября, половодье в конце марта. Средний расход воды в межень у устья — 0,235 м³/с.
Густота речной сети бассейна 0,18 км/км², лесистость 10 %. Годовой сток в бассейне 100 мм, из них 80 мм приходится на весеннее половодье. Общая минерализация от 200 мг/л в половодье до 500 мг/л в межень.

### Притоки
(от устья, в скобках указана длина в километрах)
- 11 км пр: Чилим (19)
- 13 км лв: Крутой (10)
- 23 км лв: Якла (21)
- лв: Белый Ключ
- лв: Елшанка
- пр: Гремячий Ключ
- 43 км лв: Маклаушка (18)
- 45 км пр: Мемяш (10)
- пр: Япсирма

## Данные водного реестра
По данным государственного водного реестра России относится к Верхневолжскому бассейновому округу, водохозяйственный участок реки — Сура от Сурского гидроузла и до устья реки Алатырь, речной подбассейн реки — Сура. Речной бассейн реки — (Верхняя) Волга до Куйбышевского водохранилища (без бассейна Оки).
Код объекта в государственном водном реестре — 08010500312110000037415.

## Прочее
В бассейне реки (около с. Новое Чекурское Дрожжановского района) находится памятник природы Республики Татарстан — Кереме́ть (Ново-Чекурская лесостепь).